# Incendie du Reichstag

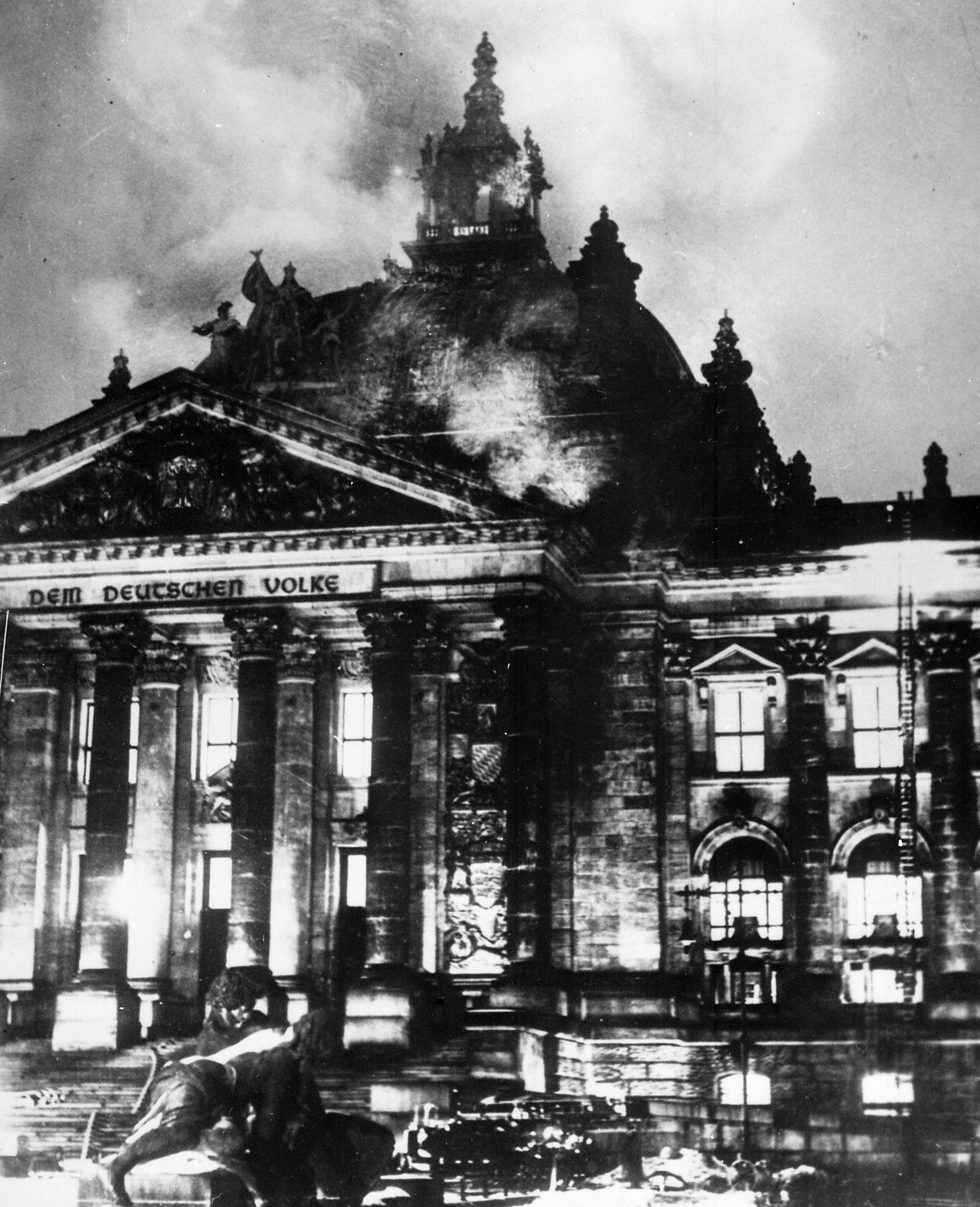
Le Reichstag en flammes le 27 février 1933.

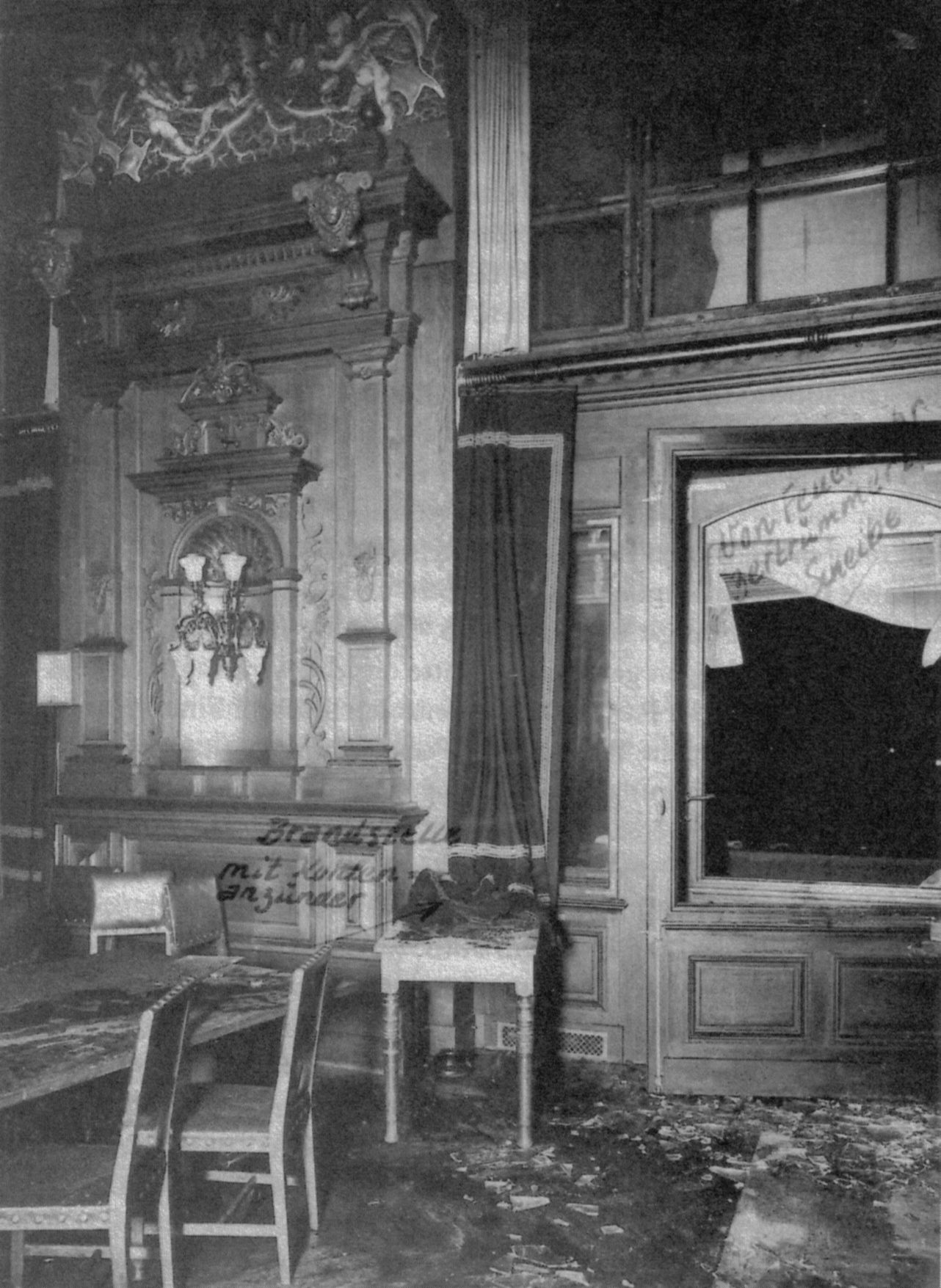
Fenêtre par laquelle van der Lubbe serait entré dans le Reichstag.

L’incendie du Reichstag (en allemand : Reichstagsbrand) est un incendie criminel qui ravage le palais du Reichstag, siège du Parlement allemand à Berlin, dans la nuit du 27 au 28 février 1933.
Intervenant pendant la campagne électorale pour les élections législatives du 5 mars 1933, il est immédiatement exploité par les nazis à des fins politiques qui l'attribuent à un complot communiste, bien que seul un militant conseilliste néerlandais Marinus van der Lubbe soit arrêté sur place le soir des faits. Il est suivi par la proclamation de la Reichstagsbrandverordnung, qui suspend sine die les libertés civiles et politiques, et par une campagne de répression dirigée contre les communistes allemands et d'autres opposants de gauche.
Lors du procès qui se déroule à Leipzig en septembre 1933, la thèse du complot communiste vole en éclats notamment sous les coups de boutoir de Georgi Dimitrov et des cinq accusés, seul Marinus van der Lubbe est jugé coupable. Il est condamné à mort sur la base d'une loi rétroactive puis exécuté.
Le déroulement des faits et l'identité du ou des incendiaires font encore l'objet de débats politiques et historiographiques. Si la thèse d'un complot communiste n'est plus soutenue par personne depuis le procès de Leipzig, les historiens sont toujours partagés entre les partisans de la thèse d'une opération montée par les nazis pour justifier la mise en place d'un durcissement du régime et ceux qui estiment qu'il s'agit d'un acte individuel immédiatement exploité par les nazis.

## Contexte politique

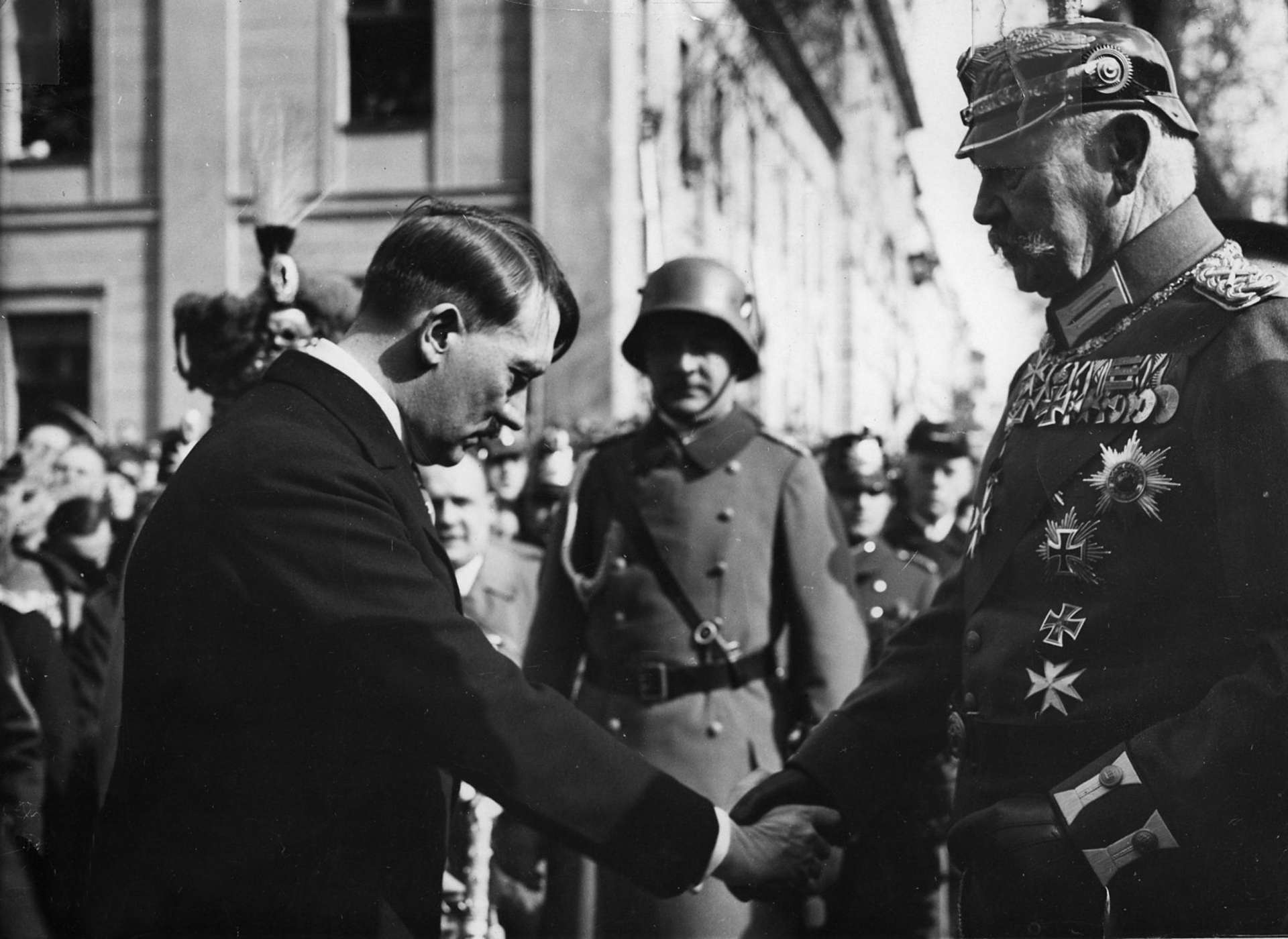
Adolf Hitler et Paul von Hindenburg, à Potsdam, le 21 mars 1933.

Lorsqu'il accepte le poste de chancelier du Reich, le 30 janvier 1933, Adolf Hitler exige que de nouvelles élections législatives soient organisées, afin de renforcer le poids du parti nazi : celui-ci ne dispose que de deux ministres au sein du gouvernement, et le résultat des élections législatives de novembre 1932 a confirmé la chute du vote en faveur des nazis par rapport au deuxième tour de l'élection présidentielle du 10 avril 1932 ou aux élections législatives de juillet 1932,. Le 1er février, le président du Reich, Paul von Hindenburg, signe le décret de dissolution des chambres, qui fixe la date des élections au 5 mars.
La campagne électorale se déroule dans un climat d'intimidation. Utilisant les nouveaux pouvoirs dont il dispose en tant que chancelier, Hitler fait cesser la parution de journaux qui critiquent le gouvernement et les rassemblements publics sont prohibés dans plusieurs localités par les autorités ; les membres de la SA perturbent les réunions des adversaires politiques des nazis et passent à tabac nombre d'opposants. Cette « brutalisation » de la campagne électorale est favorisée par le « décret présidentiel pour la protection du peuple allemand » du 4 février 1933 qui donne pleins pouvoirs au gouvernement pour interdire réunions et publications, et qui est largement utilisé par Hitler contre les communistes, les socialistes et les membres du Zentrum ; elle est également facilitée par la décision d'Hermann Göring, en tant que ministre de l'Intérieur de Prusse, de recruter 50 000 membres de la SA, de la SS et du Stahlhelm comme auxiliaires de police, ce qui leur assure une totale impunité.
Une intense campagne de propagande, soutenue par un apport de fonds considérable venant des milieux industriels, est orchestrée par Joseph Goebbels. Un de ses points culminants est le discours prononcé par Hitler au palais des sports de Berlin, le 10 février, devant une foule immense et enthousiaste, discours rediffusé à travers toute l'Allemagne par la radio.

## L'incendie et l'arrestation de van der Lubbe

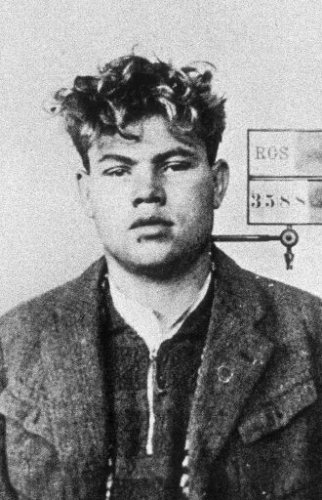
Photographie d'identité judiciaire de Marinus van der Lubbe prise peu après son arrestation.

Même la description factuelle de l'incendie est influencée par la thèse que soutiennent les auteurs qui relatent le sinistre, à savoir un acte individuel de Marinus van der Lubbe ou une mise en scène orchestrée par les nazis. Si les aveux de van der Lubbe sont repris par tous les spécialistes, leur interprétation suscite, elle aussi, de profondes divergences.

### L'incendie
Selon Richard J. Evans, partisan de la thèse de l'acte individuel, van der Lubbe s'introduit seul dans le Reichstag le 27 février vers 21 h ; il tente tout d'abord, sans succès, de bouter le feu au mobilier du restaurant avant de pénétrer dans la salle des débats, dont les tentures et les boiseries s'enflamment rapidement. Sous l'effet de la chaleur, la coupole qui surmonte la salle explose, créant un appel d'air qui transforme le départ de feu en brasier ; pendant ce temps, van der Lubbe tente d'allumer de nouveaux foyers dans d'autres pièces du Reichstag.
Vers 21 h 15, un étudiant en théologie passant devant le Reichstag entend le bruit d'une vitre brisée. Il alerte le gardien du parlement qui aperçoit une silhouette courant à l'intérieur du bâtiment en y boutant le feu. Les pompiers et la police arrivent rapidement sur les lieux où ils constatent de nombreux départs de feu. « Dans la salle Bismarck, située au nord de l'édifice, un homme jaillit soudain, torse nu, ruisselant de sueur, l'air égaré, avec un regard halluciné. »

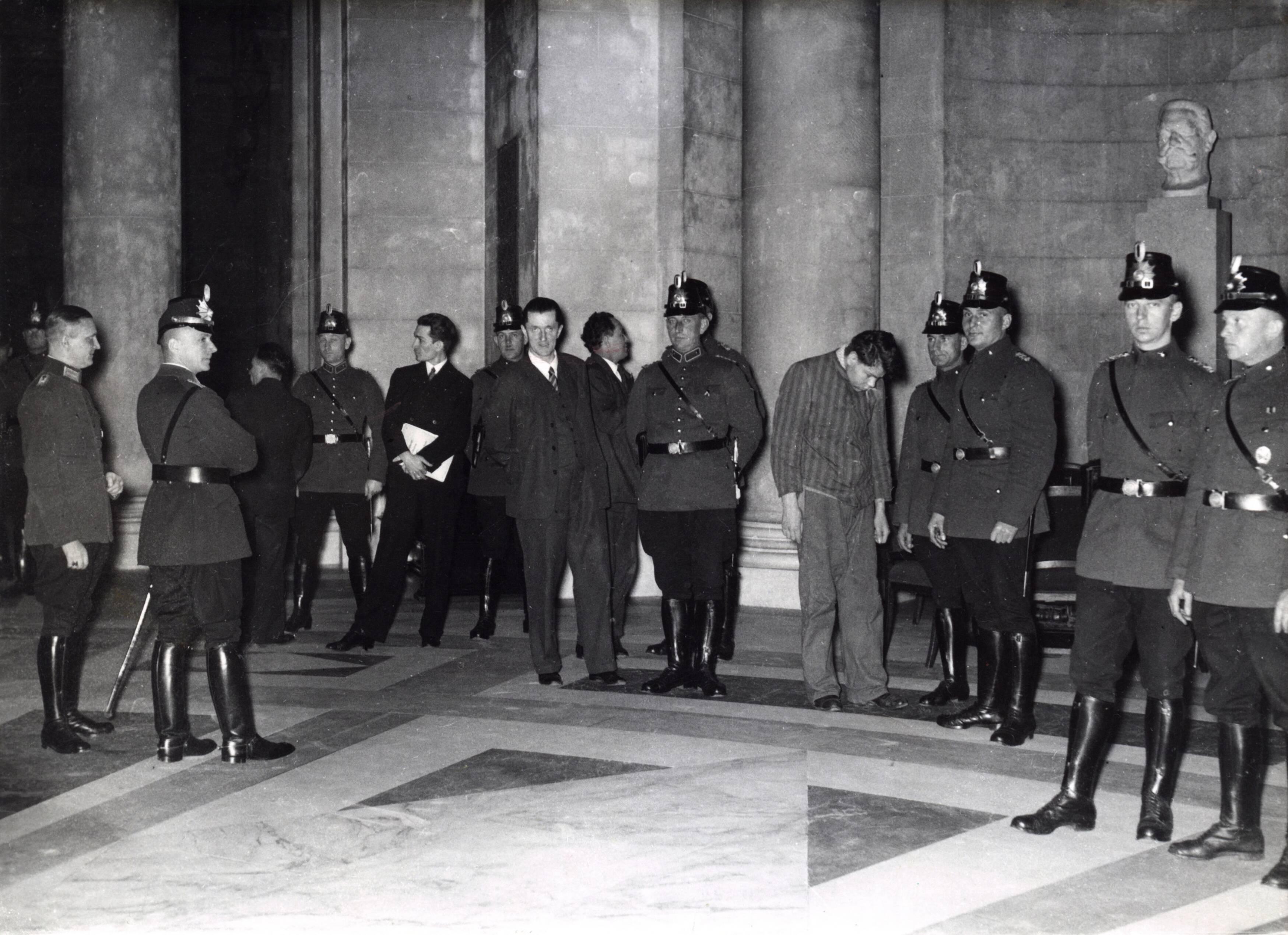
Marinus van der Lubbe lors du procès en 1933 (tête baissée).

### Marinus van der Lubbe
Marinus van der Lubbe est un communiste internationaliste originaire des Pays-Bas. En 1932, il participe à la fondation du journal Werkloozenkrant (Journal des chômeurs) avec certains de ses camarades à Leyde et est proche du Linksche arbeiders opposite (parti communiste anti-stalinien). En janvier 1933, il se fait opérer des yeux et reste de longues semaines à l’hôpital. Sa vision est alors réduite à « un quart de la normale ». Peu après sa sortie de l’hôpital, il part à pied pour l’Allemagne. En février 1933, il se rend à Berlin et tente d'incendier plusieurs bâtiments. Dans la nuit du 25 au 26, il met le feu à un Bureau des chômeurs ainsi qu'à la Mairie mais chaque fois le feu est rapidement maîtrisé. Après l'incendie du Reichstag, il se laisse arrêter sans résistance et passe immédiatement aux aveux, affirmant que l'incendie est un geste de protestation et qu'il a agi seul.

## Exploitation politique par les nazis
« C'est un signe de Dieu, Herr Vice-Chancelier ! Si ce feu, comme je le crois, est l'œuvre des communistes, nous devons écraser cette peste meurtrière d'une main de fer ! »

— Hitler au vice-chancelier von Papen, le 28 février 1933.
Rudolf Diels, chef de la police prussienne, arrivé immédiatement sur les lieux est alors persuadé que Marinus van der Lubbe a agi seul.
Les nazis décident d'exploiter immédiatement l'événement, et présentent l'incendie comme le signe avant-coureur d'un vaste « complot communiste ». Dès l'annonce de l'incendie et avant tout début d'enquête, la radio affirme que les communistes ont mis le feu au Reichstag. Cette thèse est immédiatement reprise par Hermann Göring et Adolf Hitler ; elle sert de prétexte pour suspendre, via une législation d'exception, les libertés individuelles et elle constitue une base au procès qui s'ouvre à Leipzig le 21 septembre 1933. « Göring, dont la première réaction en apprenant l'incendie semble avoir été pour s'inquiéter des précieuses tapisseries du bâtiment, se laissa facilement convaincre par les autorités sur place que l'incendie était le fruit d'un complot communiste. Hitler, qui arriva vers 22 h 30, soit une heure environ après Göring, se laissa rapidement persuader de tirer la même conclusion. Göring lui expliqua que l'incendie était sans conteste l'œuvre des communistes. L'un des incendiaires avait déjà été arrêté, tandis que plusieurs députés communistes se trouvaient dans le bâtiment quelques minutes à peine avant l'embrasement. »

### LaReichstagsbrandverordnung

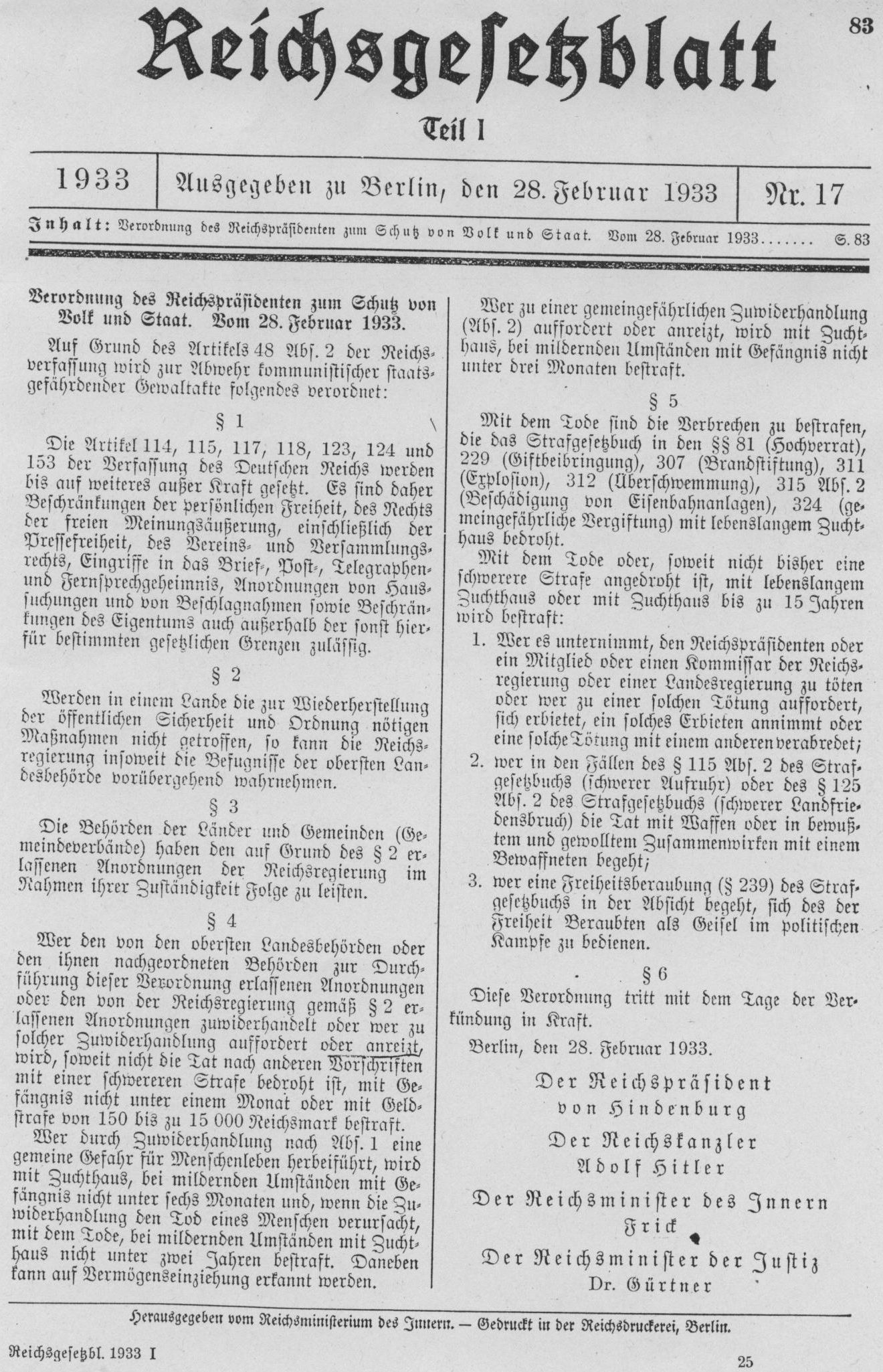
Reichstagsbrandverordnung du 28 février 1933.

Dès le lendemain de l'incendie, le 28 février, Hitler soumet à Hindenburg un projet de décret présidentiel pour la protection du peuple et de l'État, généralement connu sous la dénomination de Reichstagsbrandverordnung, qui suspend sine die l'essentiel des libertés civiles et politiques. Selon Johann Chapoutot, cette réaction immédiate s'explique par le fait que le décret avait déjà été rédigé par le prédécesseur de Hitler à la chancellerie, Kurt von Schleicher : pour Chapoutot, ce texte fait partie d'un corpus que l'on appelle les Schubladen Verordnungen (ordonnances du tiroir), que l'on n'avait qu'à utiliser en cas de besoin et dont les nazis font un usage opportuniste. « Les nazis, au pouvoir depuis environ un mois, réagissent très vite et cela conduit tout le monde à imaginer que ce sont eux qui ont mis ce crime en scène »
Le décret est aussitôt approuvé par Hindenburg sur la base de l'article 48 de la constitution de la république de Weimar et mentionne dans son préambule que ses dispositions sont ordonnées pour contrer les violences communistes qui mettent l'État en danger. En son article premier, le décret prévoit que les restrictions à la liberté personnelle, au droit de la libre expression des opinions, y compris la liberté de la presse, les restrictions aux droits de réunion et d'association, les violations du secret des communications […], les mandats de perquisition, les ordonnances de confiscation […] sont autorisées au-delà des limites légales autrement prescrites .
Sur la base de ce texte, le parti communiste, sa presse, ainsi que quelques journaux socialistes particulièrement virulents sont interdits et la milice du parti nazi, la SA, obtient le statut de police auxiliaire et se charge de traquer militants et responsables de l'opposition de gauche. Moins d'un mois après, le 24 mars avec l'adoption de la loi allemande des pleins pouvoirs de 1933 Hitler obtient le pouvoir de prendre des décrets-lois, soit des dispositions à portée législative mais sans approbation parlementaire : cela permet notamment au gouvernement de promulguer une loi rétroactive, la Lex van der Lubbe, qui instaure la peine de mort pour les coupables d'incendie commis entre le 31 janvier et le 28 février 1933 et qui est promulguée le 29 mars . Ce faisant les nazis remplacent l'adage Nulla poena sine lege (pas de peine sans loi) par une autre maxime, Nullum crimen sine poena (pas de crime sans peine).
Pour Didier Chauvet la Reichstagsbrandverordnung  est la première et l'une des étapes décisives de la mise en place de la dictature nazie avec la loi des pleins pouvoirs, la nuit des longs couteaux et le cumul des fonctions et des pouvoirs de chancelier et de président du Reich dans les mains de Hitler à la suite du plébiscite du 19 août 1934.

### Le procès de Leipzig

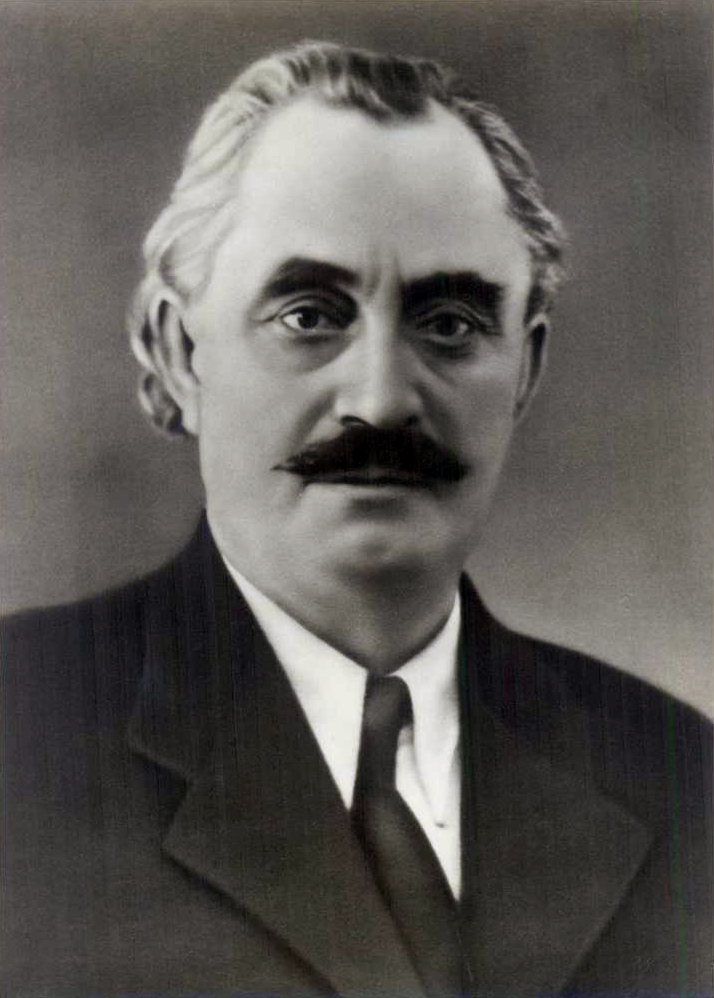
Georgi Dimitrov dans les années 1930.

Le procès s'ouvre le 21 septembre 1933 à Leipzig, devant la plus haute juridiction du pays, le Reichsgericht qui y a son siège. Sur le banc des accusés figurent, outre Marinus van der Lubbe, le président du groupe communiste au Reichstag, Ernst Torgler (de), et trois communistes bulgares actifs au sein du Komintern, Vasil Tanev, Georgi Dimitrov et Blagoi Popov (de), qui se trouvaient en Allemagne au moment de l'incendie.
Le procès est présidé par un magistrat expérimenté, Wilhelm Bünger (de). Bünger n'est pas membre du parti nazi : il a derrière lui une longue carrière politique sous les couleurs du parti conservateur DVP, au cours de laquelle il a notamment été ministre de la Justice du land de Saxe dans les années 1920. Quant à l'avocat général, s'il s'est affilié au NSDAP, c'est selon Johann Chapoutot pour accélérer sa carrière mais pas par conviction. Malgré le caractère politique du procès, les deux hommes veillent à ce que les règles du droit et de la procédure soient strictement respectées.
Les responsables nazis, au premier rang desquels Joseph Goebbels, veulent utiliser le procès « pour montrer médiatiquement que l'Allemagne se défend contre l'odieuse agression et la subversion communiste » et lui donner un large retentissement national et international : 82 journalistes de la presse étrangère et 42 de la presse et la radio allemandes sont accrédités et des micros sont disposés dans la salle d'audience afin de permettre la retransmission de la totalité des audiences en direct à la radio, projet abandonné dès le 23 septembre, quand commence l'interrogatoire de Dimitrov.

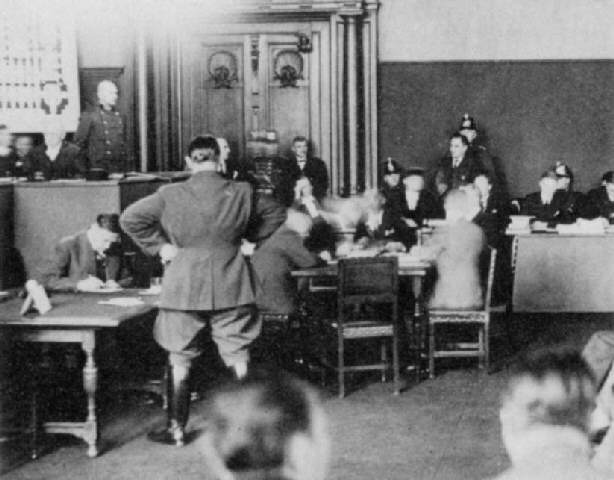
Hermann Göring (de dos) lors de son témoignage au procès.

L'opération de propagande tourne rapidement au fiasco. Dimitrov, qui parle allemand, a étudié le Code pénal allemand pendant sa détention provisoire et maîtrise la procédure ; il se mue d'accusé en accusateur et transforme le procès en une tribune antinazie. Assurant lui-même sa défense — aucun avocat de son choix n'ayant été accepté — dans une logique de rupture, il parvient à faire convoquer comme témoins Hermann Göring en tant que ministre-président de Prusse et Goebbels en sa qualité de Gauleiter de Berlin : « Situation incroyable : un communiste bulgare membre du Komintern arrive à prendre le dessus sur les audiences, tout simplement parce qu'il suit les normes du droit ». Les interventions de Dimitrov conduisent notamment à la cessation des retransmissions radiophoniques des audiences. Lors de la déposition de Göring, qui se présente à la barre « en uniforme du parti et qui se campe les deux pieds écartés et les poings sur la taille avec une attitude de voyou », Dimitrov parvient par ses questions à déstabiliser le témoin qui perd son calme et sa contenance et se montre menaçant déclarant notamment « C'est vous qui allez avoir peur quand je vais vous attraper quand vous sortirez de ce tribunal, espèce de bandit », témoignant ainsi de son mépris pour les procédures judiciaires. Marinus van der Lubbe apparaît durant les audiences comme apathique ou « hébété », d'où les soupçons qu'il aurait été drogué,.
Alors que le réquisitoire initial demandait la peine de mort contre les cinq accusés, elle n'est plus réclamée à l'issue du procès que pour Torgler et van der Lubbe, Dimitrov et ses camarades n'étant même plus mentionnés dans le réquisitoire final. Seul Marinus van der Lubbe est condamné à mort et guillotiné le 10 janvier 1934 à la prison de Leipzig, tandis que les quatre autres accusés sont acquittés.
Ce « fiasco judiciaire absolu » conduit les nazis à ne plus intenter de procédure auprès de Reichsgericht et à créer en 1934 une juridiction d'exception, le Volksgerichtshof.

### Postérité judiciaire après-guerre
Le 21 avril 1967, un tribunal de Berlin, à titre posthume et symbolique, transforme la condamnation à mort de van der Lubbe à huit ans de prison pour « tentative d'incendie avec effraction ». En 1980, Robert Kempner, un des procureurs américains des procès de Nuremberg, convaincu de l'innocence de Marinus van der Lubbe, obtient son acquittement, mais ce verdict est cassé un an plus tard en appel. Finalement, le 10 janvier 2008, les services du procureur fédéral allemand, jugent la condamnation officiellement « illégale » et annulent le verdict 75 ans après.

## La réaction de la gauche

### La mouvance communiste
« Quel était à Berlin, le 27 février au soir, l'homme qui détenait les clés du Reichstag ?

Quel était l'homme qui en commandait la police ?

Quel était l'homme qui pouvait en activer ou en arrêter la surveillance ?

Quel était l'homme qui détenait la clé du souterrain par lequel on semble avoir pénétré ?

Cet homme, c'était à la fois le ministre de l'Intérieur de Prusse et le président du Reichstag : c'était Hermann Göring »

— Me de Moro-Giafferi, Londres, 11 septembre 1933.

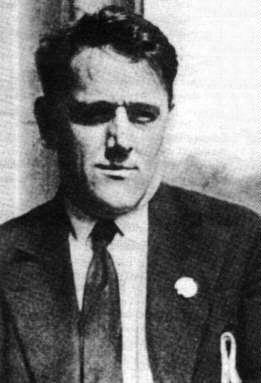
Photographie de Willi Münzenberg (date inconnue).

La version officielle des nazis est rapidement contestée par la gauche, avant même le procès des incendiaires présumés. Le propagandiste communiste Willi Münzenberg organise à Londres un contre-procès dès l'été 1933, avec la participation de juristes indépendants ou sympathisants, français, allemands ou britanniques, dont le « verdict » est rendu le 20 septembre 1933. Il est suivi par la parution du Livre brun sur l'incendie du Reichstag et la terreur hitlérienne, traduit en 17 langues et tiré à des millions d'exemplaires. Le « verdict » et le livre brun attribuent la responsabilité de l'incendie aux nazis, ayant voulu par là se créer un prétexte pour déclencher une vague de répression ; « il s'agit d'un complot contre la République et contre les communistes ». Selon les mots du « procureur », il s'agit d'« un simulacre de procès [qui] ne saurait avoir de validité juridique et n'avait d'autre but que de servir la vérité que les circonstances empêchaient d'éclater en Allemagne ». Le procès de Londres a un grand retentissement médiatique à tel point que lors du procès de Leipzig, le président du tribunal et le procureur le mentionnent fréquemment en rejetant naturellement ses conclusions. Le Livre brun est également si souvent cité qu'il a pu être considéré comme le « sixième accusé ».
Toujours en septembre 1933, le parti communiste d'Allemagne fait diffuser clandestinement dans tout le pays un long tract intitulé La vérité dans l'incendie du Reichstag, dans lequel il rejette toute implication des communistes dans l'incendie et impute celui-ci aux nazis : « Qui avait en réalité intérêt à ce que le Parlement brûle, sinon ce chien sanguinaire de Göring qui avait besoin de cet incendie pour déchaîner la terreur contre les communistes ».

### L'extrême gauche
À la suite de l'incendie du Reichstag, un débat éclate au sein de la gauche ouvrière des Pays-Bas sur la position à tenir face à l'acte de ce militant. Le Linksche arbeiders opposite dont Van Der Lubbe était proche publie dans le numéro 19 de son journal en mars 1933 « le geste de Van der Lubbe aurait pu être le signal de la résistance ouvrière généralisée par-dessus la tête des bonzes des partis socialiste et communiste ».
Toujours en 1933, un « Comité International Van der Lubbe » est créé pour défendre l'incendiaire. Selon le Comité, Marinus van der Lubbe a agi seul pour dénoncer l'arrivée au pouvoir des nazis par la voie légale. Dans cette logique, Van der Lubbe est vu comme un des premiers résistants anti-nazis, qui « affirmait à sa façon l’urgente nécessité d’une insurrection contre le fascisme meurtrier ». En France, ce sont les militants André Prudhommeaux et Alphonse Barbé qui sont à l'origine de la campagne pour la défense de Marinus van der Lubbe. Ils contribuent à l'édition de deux brochures : Marinus van der Lubbe, prolétaire ou provocateur ? (tiré à 5 000 exemplaires) et Le Carnet de route d’un Sans-patrie, journal de voyage en Europe du jeune militant, publié après sa mort sous l’égide du Comité international Van der Lubbe créé en septembre 1933. En apprenant l'exécution de Van der Lubbe, Barbé écrit : « Il ne suffisait pas qu'il ait innocenté ses co-accusés ; qu'il ait pris pour lui, seul, les responsabilités ; qu'il ait, par son courage, sauvé leur vie ; qu’il ait payé de sa mort son geste courageux, puisque des individus cherchent encore à salir ce vagabond héroïque qui, en libérant sa conscience, sauva l'honneur de la classe ouvrière en déroute devant Hitler et ses troupes ».

## Historiographie
L'abondante historiographie sur l'incendie de Reichstag est partagée entre les tenants d'un sinistre organisé par les nazis qui ont manipulé Marinus van der Lubbe et les partisans d'un acte individuel de celui-ci. Les monographies de Hett et de Chauvet font notamment le point sur les débats historiographiques en cours depuis les années soixante  et toujours vivaces au cours des dernières années. Certains auteurs optent donc pour ne pas se prononcer sur l'identité du ou des incendiaires[réf. nécessaire].

### Un incendie perpétré par les nazis
Pour Pierre Milza (1985), Marinus van der Lubbe aurait été manipulé par les nazis : « Utilisant le délire pyromane d'un jeune chômeur d'origine hollandaise, Marinus van der Lubbe, qui se dit communiste, les hommes de Göring l'ont laissé allumer un petit incendie dans le palais du Reichstag, tandis qu'eux-mêmes inondaient les sous-sols d'essence. » François Delpla (2002) penche lui aussi pour une manipulation de Marinus van der Lubbe par les nazis, par le biais d'un agent infiltré dans les milieux de l'ultragauche, lui faisant croire que l'incendie allait créer un soulèvement populaire contre Hitler. Il reproche aux tenants de la thèse de l'incendiaire isolé de croire que l'absence de preuves de complicités prouve l'absence de complicités.

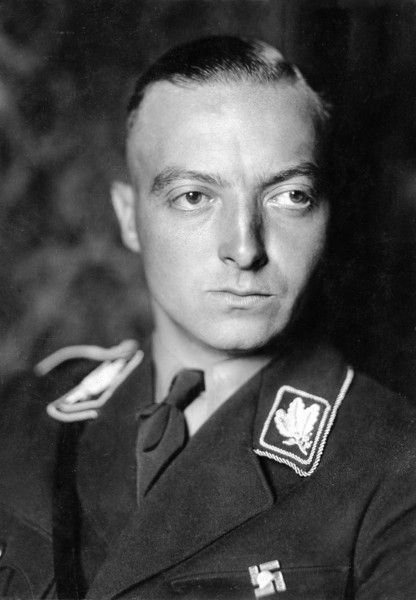
Karl Ernst en 1933.

Jacques Delarue (1962) estime que l'incendie a été perpétré par un commando de membres de la SA, dirigé par Karl Ernst et Edmund Heines, à l'initiative d'Hermann Göring. François Kersaudy (2009) estime que Göring n'y est pas mêlé, et que seuls Goebbels et Karl Ernst ont commandité l'incendie. Pour Gilbert Badia (1975), il est impossible qu'un homme isolé comme van der Lubbe, dépourvu de tout soutien, ait seul perpétré l'incendie : en effet, « on trouva dans le Reichstag assez de matériel incendiaire pour remplir un camion » ; par ailleurs, Göring déclare au général Franz Halder que « le seul qui connaisse bien le Reichstag, c'est moi ; j'y ai mis le feu », déclaration que Halder mentionne lors de son témoignage au procès de Nuremberg.
Thierry Feral (1997) attribue également la responsabilité de l'incendie aux nazis, « afin d'avoir un prétexte pour démanteler légalement l'opposition de gauche dans la perspective des élections du 5 mars dont ils savent qu'ils ne sortiront pas vainqueurs en cas de constitution d'un front populaire » ; selon lui, la promulgation immédiate de la Reichstagsbrandverordnung et la vague d'arrestation qui l'accompagne témoignent d'un « coup-monté ». 
En 2001, en se basant à la fois sur les circonstances matérielles de l'incendie et sur des archives de la Gestapo conservées à Moscou et accessibles aux chercheurs depuis 1990, Alexander Bahar (de) et Wilfried Kugel (de) reprennent la thèse selon laquelle le feu a été mis au Reichstag par un groupe de SA agissant sous les ordres directs de Göring, ce que laisse également entendre André François-Poncet dans son livre Souvenirs d'une ambassade à Berlin (Flammarion, 1946), où il fait allusion à une lettre expédiée à Hindenburg par un certain Kruse, se disant ordonnance de Röhm, dans laquelle il expliquerait que l'incendie avait été perpétré par vingt-trois hommes des SA sous les ordres de Röhm.

### Un acte individuel

#### Analyses militantes
La thèse d'un acte individuel développée dès 1933 est toujours défendue par des revues, sites et auteurs proches de l'extrême gauche. En 2003, dans sa recension des Carnets de route de l’incendiaire du Reichstag publiée dans la revue Gavroche, Jean-Jacques Gandini défend vigoureusement cette position.

#### Analyses d'historiens
En 1960, dans le Spiegel, puis en 1962, dans son livre Der Reichsbrand. Legende und Wirklichkeit, Fritz Tobias (de) affirme que la thèse du complot nazi est aussi infondée que celle du complot communiste. Il qualifie de fallacieux les documents du Livre brun qui servaient de base au dossier antinazi. Selon Ian Kershaw (2001), les conclusions de Tobias sont désormais largement acceptées. Selon lui, la surprise et l'hystérie qui s'emparent des plus hauts dirigeants nazis la nuit de l'incendie, à commencer par Hitler lui-même, sont un signe du caractère inattendu de l'événement et du fait que l'incendie est bien le fait du seul Marinus van der Lubbe :« Les premiers membres de la police à interroger van der Lubbe, aussitôt appréhendé et clamant haut et fort sa « protestation », n'avaient aucun doute : il avait agi seul, personne d'autre n'était impliqué dans l'incendie. ». L'analyse de Kershaw est vigoureusement contestée par Lionel Richard (2008) : « les analyses de Tobias, déjà fortement mises en cause par un groupe d'historiens quand elles ont été publiées, ne jouissent plus d'aucun crédit. Il a été démontré que son information documentaire n'était pas fiable. En l'occurrence, Kershaw aurait pu, au moins, prendre sérieusement en considération les travaux d'Alexander Bahar ».

## Documentaire
- 2022 : L'incendie du Reichstag - Quand la démocratie brûle de Mickaël Gamrasni.